# Palaeotextulariidae
Palaeotextulariidae es una familia de foraminíferos bentónicos de la superfamilia Palaeotextularioidea, del suborden Fusulinina y del orden Fusulinida. Su rango cronoestratigráfico abarca desde el Tournaisiense (Carbonífero inferior) hasta el Pérmico.

## Clasificación
Palaeotextulariidae incluye a los siguientes géneros:
- Climacammina †
- Cribrogenerina †
- Deckerella †
- Deckerellina †
- Palaeobigenerina †
- Palaeotextularia †

Otros géneros considerados en Palaeotextulariidae son:
- Cribrostomum †, aceptado como Climacammina
- Echinonodosaria †, aceptado como Cribrogenerina